# Pogonolycus marinae
Pogonolycus marinae és una espècie de peix de la família dels zoàrcids i de l'ordre dels perciformes.

## Morfologia
- Els mascles poden assolir 6,9 cm de longitud total.[4][5]

## Hàbitat
És un peix marí, de clima temperat i demersal que viu entre 130-137 m de fondària.

## Distribució geogràfica
Es troba a la Terra del Foc (Xile i l'Argentina).

## Observacions
És inofensiu per als humans.